# Jakob Stoller
Jakob Stoller, auch Jacob Stoller, (* 21. April 1873 in Amstetten (Württemberg); † 15. November 1930 in Weimar) war ein deutscher Geologe und Hochschullehrer.

## Leben und Wirken
Jakob Stoller stammte aus einfachen Verhältnissen. Geboren wurde er 1873 als eines von acht Kindern des Schneiders und Kirchenpflegers Friedrich Stoller und seiner Ehefrau Margarete, geb. Miller in der schwäbischen Albgemeinde Amstetten. Einer seiner Vorfahren war der aus Grindelwald/Schweiz nach Amstetten zugewanderte Bauer Oswald Stoller († 1740).  1902 bis 1929 war er Mitarbeiter bei der Preußischen Geologischen Landesanstalt (PGLA). Sein Nachfolger als Hauptreferent für Erdölfragen wurde 1929 Alfred Bentz. Er war Bergrat, hatte den Professorentitel und war Landesgeologe. Stoller heiratete 1903 Gertrud Freymuth aus Stettin. Gemeinsam hatten sie sechs Kinder, zwei Söhne und vier Töchter. Sie wohnten  in Berlin-Waidmannslust. Jakob Stoller verstarb 1930 auf einer Studienreise nach Thüringen in Weimar.
Seine großen Arbeitsgebiete waren die Geologie des Alluviums und die Erforschung der deutschen Erdöllagerstätten.
Er forschte gemeinsam mit dem Geologen Konrad Keilhack in der mittel- und norddeutschen Tiefebene. Von ihnen stammt 1910 die auf die Eiszeit hinweisende Forschung  zum sogenannten Saale-Komplex und sie prägten den Begriff der „Saale-Eiszeit“. (Hierzu siehe Artikel Hohenwarthe) Neben Glazialgeologie befasste er sich mit den deutschen Erdöllagerstätten, vor allen Dingen in der Lüneburger Heide im Raum Hänigsen-Nienhagen und Wietze-Steinförde.
Sein Bruder war der Generalkonsul Wilhelm Stoller (1884–1970).

## Werke
- mit Manfred Bräuhäuser, David Geyer: Beiträge zur Stratigraphie des Cannstatter Diluviums Carl Grüninger, Stuttgart, 1909
- mit Gotthard Fliegel: "Jungtertiäre und altdiluviale pflanzenführende Ablagerungen im Niederrheingebiet", 1910
- mit Henry Potonié, Walther Gothan, Adolph Frank: Paläobotanisches Praktikum.  Borntraeger, Berlin, 1913
- Das Erdölgebiet Hänigsen-Obershagen in der südlichen Lüneburger Heide. Kgl. Preußische Geologische Landesanstalt, Berlin, 1913
- Geologischer Führer durch die Lüneburger Heide (Geologische Wanderungen durch Niedersachsen und Angrenzende Gebiete). Vieweg+Teubner Verlag, 1918
- Moor und Torf und ihre Verwertung in Deutschland. Preußische Geologische Landesanstalt, Berlin, 1926
- Handbuch der vergleichenden Stratigraphie Deutschlands. 1. Alluvium. Bornträger, Berlin, 1931
- Ferner wirkte er mit am deutschsprachigen Erdölstandardwerk „Engler-Höfer“ unter dem Titel: „Das Erdöl – Seine Physik, Chemie, Geologie, Technologie und sein Wirtschaftsbetrieb“.

Von ihm sind die Blätter 1:25.000 der geologischen Karte von Preußen für Uetze, Eschede, Peine, Hermannsburg, Sülze und Burgdorf.